# Élie Lascaux
Élie Lascaux,  né à Limoges le 5 avril 1888, mort le 28 octobre 1968 à Paris, est un artiste peintre naïf français.

## Biographie
Dès 1902, Élie Lascaux travaille chez un marchand de phonographes, puis dans une fabrique de porcelaines (Haviland), ce seront ses premiers pas dans la peinture. En 1904, il se rend à Paris où il espère faire carrière dans le domaine du spectacle. Fait prisonnier pendant la Première Guerre mondiale, il se distrait de sa captivité en réalisant des dessins.
À la fin de la guerre, il revient à Paris et s’installe à Montmartre. Il y rencontre Georges Limbour et Suzanne Valadon, qui  l’encourage à peindre et le présente à Max Jacob. Lascaux fréquente bientôt André Malraux, Raymond Queneau, mais également André Beaudin et Juan Gris. En 1922, il rencontre Daniel-Henry Kahnweiler qui devient son marchand et son protecteur. Trois ans plus tard, il épouse Berthe Godon, une belle-sœur de Daniel-Henry Kahnweiler.
Il est aussi un bon ami de Pablo Picasso qui le soutiendra  dans les années 1960 pour son audace et sa persévérance.

## Conservation
- La maison de l'homme-plume[3], 1925, Huile sur toile 46 × 61 cm, Donation Louise Leiris (1984), Centre Georges Pompidou, Paris.
- L'église de Puteaux[4], 1927, Huile sur toile 61,30×46,10cm, legs de Miss Elizabeth Watt en 1989, National Galleries Scotland, Édimbourg, Royaume-Uni
- Les vignes sous la neige[5], 1929, Huile sur toile 54,1 × 65,1 cm, legs de Miss Dorothy Pilkington, Manchester Art Gallery, Manchester, Grande-Bretagne.
- Les vignes, 1928[6], Huile sur toile 81 × 100 cm, Donation Louise Leiris (1984), Centre Georges Pompidou, Paris.
- Le chantier[7], 1929, Huile sur toile 54× 65 cm, Musée Boijmans Van Beuningen, Rotterdam, Pays-Bas.
- La cathédrale de Chartres[8], 1930, Huile sur toile 81,5 × 100 cm, legs de Joseph Winterbotham (en), Art Institute of Chicago, USA
- Le moulin du gos[9], 1940, Huile sur toile 54 × 72,7 cm, Donation Louise Leiris (1984), Centre Georges Pompidou, Paris.
- Le nuage[10], 1943, Huile sur toile 46 × 65 cm, Donation Louise Leiris (1984), Centre Georges Pompidou, Paris.
- Le vieux Limoges[11],[12], 1945, Huile sur toile 65 × 815 cm, Donation de l'artiste (1958), Musée des Beaux-Arts, Palais de l’Évêché, Limoges.
- Provins[13], 1953, Huile sur toile 54 × 72,7 cm, Donation Louise Leiris (1984), Centre Georges Pompidou, Paris.
- Sans titre[14], 1965, lithographie pour le livre "Pour Daniel-Henry Kahnweiler" par Werner Spies (and others) (Stuttgart:Verlag Gerd Hatje, 1965), Fine Arts Museums of San Francisco, Californie, États-Unis

## Contributions bibliophiliques
- A village. Are you ready yet or not yet[15]. Gertrude STEIN, Pièce en 4 actes illustrée de 7 lithographies de Élie LASCAUX, tirée à 112 exemplaires. Éditions de la Galerie Simon, 1928.
- Isabelle[16], André Gide. Édition illustrée de 17 lithographies, tirée à 410 exemplaires numérotés. NRF, Gallimard, 1946.
- Il était une fois, deux fois, trois fois... ou la table de multiplication en vers, Jean TARDIEU, illustré par Élie LASCAUX. NRF, Gallimard, 1947.
- Œuvres dramatiques - Théâtre et cinéma[17], Marcel Pagnol,  édition numérotée illustrée de 32 compositions en couleurs par Yves Brayer, Lucien Fontanarosa, André Jordan, Élie Lascaux, Edy Legrand, Jean-Denis Malclès, Jacques Thévenet et Marcel Vertès, Gallimard - Fasquelle, 1954.

## Éléments de bibliographie
- Georges Limbour, « Élie Lascaux, Un peintre sans atelier » (1946), dans Dans le secret des ateliers, Paris, L'Élocoquent, 1986, p. 35-37  (ISBN 2868260012)
- Élie Lascaux, un enfant du paradis.  (sous la direction de Xavier Vilató), Paris: Skira Flammarion : Éditions Louise Leiris, 2009  (ISBN 978-2-0812-2428-5)